# 술루 술탄국
술루 술탄국(말레이어: Kesultanan Sulu 크술타난 술루[*], 타갈로그어: Kasultanan ng Sulu at Sabah 카술타난 낭 술루 앗 사바, 아랍어: سلطنة سولو 살타나트 술루[*], the Sultanate of Sulu)은 한때 필리핀과 보르네오 사이에 이어진 술루 제도에 존재했던 나라이다. 1457년 조호르에서 태어난 아랍계 여행자이자 학자인 사이드 아부 바크르 아비린에 의해 건국되었다.

술루 술탄국의 국기

술루 술탄국의 지도

## 개요
홀로섬의 도시 홀로를 수도로 하는 술루 술탄국은 아랍어를 공용어로 했으며, 말레이어와 현지 타우수그 어, 반깅기 어, 바자우 어 등이 상용되었다. 중국과 동남아시아, 서남아시아를 잇는 해상 교역의 부분을 담당하고 번성하여, 전성기에는 술루해의 섬 대부분을 지배했다. 동쪽은 민다나오섬의 서부(삼보앙가반도), 남쪽은 보르네오섬 북부 (현재 말레이시아의 사바), 북쪽은 팔라완섬까지 그 지배가 이루어졌다. 술루 제도와 민다나오섬 서부와 같은 과거의 지배 지역은 현재도 무슬림이 많이 사는 지역이다.
1898년에 술루 왕국은 미국령 필리핀에 합병되었다. 마지막 술루 술탄은 1936년에 사망한 이후 술탄이 즉위하고 있지 않다. 현재 술탄 일족 중 어떤 집안 사이에서 상속 순위를 둘러싼 논쟁이 일어나고 있지만, 1823년부터 1936년까지 술탄을 배출한 왕족은 키람 가(Kiram)이다.

## 북보르네오 분쟁
술루 술탄국은 1878년 영국령 북보르네오 회사에 영토를 조차해주었거나 또는 이양해 주었다. 이후 매년 5천달러를 받기로 하였다. 필리핀은 조차라고 주장하고 말레이시아는 할양이라고 주장하여 분쟁이 아직까지 남아있다. 오늘날에도 필리핀에 있는 말레이시아 대사관은 술탄국의 후손에게 매년 5300 말레이시아 링깃을 주고 있는데 말레이시아는 영토 할양의 대가, 필리핀 측은 임대료로 생각한다.

## 같이 보기
- 술루 제도
- 북보르네오
- 북보르네오 분쟁